# Ахолу, Жан-Эд
Жан-Эд Аолу́ (фр. Jean-Eudes Aholou; 20 марта 1994, Йопугон, Кот-д’Ивуар) — ивуарийский футболист, опорный полузащитник клуба «Анже» и сборной Кот-д’Ивуара.

## Клубная карьера
Ахолу — воспитанник французского клуба «Лилль». Из-за высокой конкуренции он не играл за основную команду, получая игровую практику выступая за дублёров. Летом 2015 года Ахолу перешёл в «Орлеан». 7 августа в матче против «Серкль Атлетик» он дебютировал в Лиге 3. 13 мая 2016 года в поединке против «Люкона» Жан-Эд забил свой первый гол за «Орлеан». По итогам сезона Ахолу помог команде выйти в более высокий дивизион. 29 июля в матче против «Гавра» он дебютировал в Лиге 2.
В начале 2017 года Ахолу перешёл в «Страсбур». 27 января в матче против «Нима» он дебютировал за новый клуб. По итогам сезона Ахолу помог команду выйти в элиту. 5 августа в матче против «Лиона» он дебютировал в Лиге 1. 15 октября в поединке против «Марселя» Жан-Эд забил свой первый гол за «Страсбур».
Летом 2018 года Ахолу перешёл в «Монако», подписав контракт на пять лет. Сумма трансфера составила 15 млн евро. 11 августа в матче против «Нанта» он дебютировал за новый клуб.

## Международная карьера
В 2011 году в составе юношеской сборной Кот-д’Ивуара Ахолу принял участие в юношеском чемпионате мира в Мексике. На турнире он сыграл в матчах против команд Австралии, Дании, Бразилии и Франции.
24 марта 2018 года в матче товарищеском матче против сборной Того Ахолу дебютировал за сборную Кот-д’Ивуара.